# 水色の調べ
「水色の調べ」（みずいろのしらべ）は、日本のシンガーソングライター安藤裕子の1枚目のシングルである。2004年6月23日発売。発売元はavex trax。

## 概要
- カーネーションのメンバーが参加。
- PV監督は高橋彩絵美。
- コピーコントロールCD

## 収録曲
1. 水色の調べ[5:04]
作詞：安藤裕子／作曲：宮川弾／編曲：山本隆二
2. 春咲小紅[6:26]
作詞：糸井重里／作曲：矢野顕子／編曲：山本隆二
矢野顕子のカバー
3. yuyake[5:21]
作詞：安藤裕子／作曲：白根賢一／編曲：山本隆二

## 収録アルバム
- オリジナル『Middle Tempo Magic』（2004年9月8日）
- オムニバス『BARFOUT! presents「authentica～mellow」』（2005年4月6日）
- ベスト『THE BEST '03〜'09』（2009年4月15日）